# Екосфера
Екосфе́ра (від дав.-гр. οἶκος — місце проживання та дав.-гр. σφαῖρα — куля) — це біосфера в межах сучасного життя. Запропонував цей термін у 1958 році американський вчений Ламонт Коул. Таким  чином,  екосфера Коула – це сучасна глобальна екосистема Землі, а біосфера  у  розумінні В.І.  Вернадського – це  глобальна  екосистема  нашої  планети  на  всьому проміжку її історичного розвитку. Наука про екосферу — глобальна екологія, або екосферологія.

## Визначення екосфери
Екосфера — планетарний простір, в якому відбуваються сучасні глобальні екологічні процеси, взаємодія між сучасною біосферою і техносферою, їх сума.

## Межі екосфери
Екосфера охоплює нижню частину атмосфери до рівня озонового шару (максимуму концентрації озону на висоті 20-25 кілометрів). На цій висоті щільність озону в 10 разів більша, ніж біля поверхні Землі. Озоновий шар захищає все живе від згубної дії ультрафіолетового випромінювання. В літосфері екосфера поширюється на глибину 2-3 (4) кілометри. В окремих випадках вона по тріщинах проникає на глибину до 5,5 кілометрів. Нижня межа екосфери визначається ізотермою 100 °C. Вона охоплюють всю товщу гідросфери, включаючи підземні води і донний шар, розташований на 1-2 кілометри нижче рівня дна океану (максимальну глибину світового океану встановлено в западині Челленджер у Маріанському жолобі – 11034 метрів). Крайні межі екосфери належать мікроорганізмам завдяки їх виключній стійкості до несприятливих фізичних і хімічних чинників середовища. Життя визначається наявністю рідкої води. У горах вище 6200 метрів хлорофілвмісні організми проживати не можуть.